# ماري دالي
ماري دالي (بالإنجليزية: Mary Daly)‏ (و. 1928 – 2010 م) هي ثيولوجية، وكاتِبة، وفيلسوفة، وأستاذ جامعي، ونسوية، وناشطة حقوق المرأة أمريكية، ولدت في سكنيكتادي، نيويورك، توفيت في غاردنر، عن عمر يناهز 82 عاماً. تقاعدت دالي في عام 1999، بعد انتهاك سياسة الكلّية برفضها السماح للطلاب الذكور بحضور دروس متقدمة عن دراسات المرأة. سمحت للطلاب الذكور بحضور الدروس التمهيدية ودرّست بشكل خاص الذكور الراغبين في أخذ دروس متقدمة.

## التعليم
قبل حصولها على الدكتوراه في اللاهوت المقدس والفلسفة من جامعة فريبورغ، سويسرا، حصلت على درجة بكالوريوس الآداب في اللغة الإنجليزية من كلية سانت روز، ودرجة الماجستير في الآداب في اللغة الإنجليزية من الجامعة الكاثوليكية الأمريكية، ودكتوراه في الدين من جامعة سانت ماري.

## الحياة المهنية
أعطت دالي دروسًا في كلية بوسطن من عام 1967 إلى عام 1999، بما في ذلك دورات تعليمية في علم اللاهوت وأخلاقيات النسوية والنظام الأبوي.
تعرضت دالي في البداية للتهديد بالفصل، بعد إصدار كتابها الأول «الكنيسة والجنس الآخر» (1968)، أصدِر عقد نهائي بحقها. حافظت دالي -نتيجة للدعم المقدم من الهيئة الطلابية (التي كانت جميعها من الذكور) وعامة الناس- على منصبها في نهاية المطاف.
أدّى رفض دالي السماح للطلاب الذكور بحضور بعض دروسها في كلية بوسطن لاتخاذ إجراءات تأديبية بحقها أيضًا. دافعت دالي عن وجهة نظرها بقولها إنّ وجود الذكور يعيق المناقشات الجماعية في الدرس، إلا أن كلية بوسطن رأت في تصرفاتها هذه انتهاكًا لكل من المادة التاسعة من القانون الفيدرالي الذي يُلزم الكلية بضمان عدم استبعاد أي شخص من برنامج تعليمي على أساس الجنس، وسياسة عدم التمييز الخاصة بالجامعة التي تؤكد على فتح باب الدورات التعليمية أمام الطلاب والطالبات على حد سواء.
في عام 1989، انتسبت دالي للمعهد النسائي لحرية الصحافة.
في عام 1998، رفع طالبان من الذكور دعوى بتهمة التمييز ضد الجامعة بدعم من مركز الحقوق الفردية، وهو أحد جماعات التأييد المحافظة. بعد المزيد من التوبيخ، فضلت دالي التغيب عن الدروس عوضًا عن قبول الطلاب الذكور. ألغت جامعة بوسطن حقوقها في شغل منصبها، مشيرةً إلى تقديم دالي موافقة شفهية على التقاعد. رفعت دالي دعوى قضائية ضد الجامعة تعترض فيها على انتهاك حقوقها في شغل منصبها وادعت أنها أُجبِرت على الخروج دون موافقتها، لكن رفض قاضي المحكمة العليا في ميدلسكس -القاضي مارثا سوسمان- طلبها بإصدار أمر قضائي.
تمّ التوصل إلى تسوية سرية خارج المحكمة. تؤكد الجامعة موافقة دالي على التقاعد من منصبها التدريسي، بينما يُصرّ آخرون على أنها أُجبرت على الخروج. أكدت دالي على ظلم جامعة بوسطن لطلابها بعد حرمانها من حقها في حرية تدريس الطالبات الإناث فقط. وثّقت سردها للأحداث في الكتاب الصادر عام 2006، بعنوان «أمازون غرايس: استجماع الشجاعة لاقتراف الخطيئة».
احتجت دالي على خطاب كونداليزا رايز الذي ألقته في حفل التخرج في كلية بوسطن، وتحدثت في حرم الجامعات في جميع أنحاء الولايات المتحدة وعلى الصعيد الدولي.

## أعمالها
نشرت دالي عددًا من الأعمال، واشتهرت ربّما بكتابها الثاني، «ما بعد الإله الأب» (1973). يُعّد هذا العمل آخر كتاب اعتبرت فيه دالي الله موضوعًا جوهريًّا. حددت لاهوتها المنهجي، على غرار نموذج بول تيليتش. حاولت دالي في كتابها «مابعد الإله الأب» -باعتباره عملًا أساسيًا في علم اللاهوت النسوي- تفسير المركزية الذكورية في الديانات الغربية والتغلب عليها، واشتهر الكتاب بأسلوبه الكتابي اللعوب ومحاولته اصلاح «حديث الله» حول حركة تحرير المرأة من خلال الاستناد الكبير على كتابات اللاهوتيين الوجوديين أمثال بول تيليتش ومارتن بوبر. بينما تأثرت كتاباتها بشكل متزايد بأعمال بول تيليتش، ابتعدت لاحقًا عن توجهات مارتين بوبر.
ناقشت دالي -في كتابها «جين/أيكولوجي: الأخلاقيات الفوقية للنسوية الراديكالية» (1978)- فكرةَ سعي الرجال إلى اضطهاد النساء عبر التاريخ. تخطت في هذا الكتاب أفكارها السابقة حول تاريخ النظام الأبوي، واتجهت إلى التركيز على الممارسات الفعلية التي رسخت في نظرها النظام الأبوي، إذ أطلقت عليها اسم الدِّين.
يقدم كل من كتاب «شهوة مطلقة: الفلسفة النسوية الأساسية» (1984) وكتاب «ويبسترز ويكيدري الجديد المجرّي للغة الإنجليزية» (1987) ويكشف عن لغة بديلة لتفسير عملية طرد الأرواح الشريرة والنشوة. وفرت دالي في كتاب «ويكيداري» تعاريف وأناشيد يمكن استخدامها من قبل النساء على حد تعبيرها لتحرير أنفسهن من اضطهاد النظام الأبوي. وتبحث أيضًا في التسميات التي أطلقها المجتمع الأبوي على النساء لإطالة ما تعتبره هيمنة الذكور على المجتمع. قالت دالي إن دور المرأة هو الكشف عن الطبيعة التحررية لتسميات مثل «قبيحة» و«مشعوذة» و«مجنونة».
استمرت أعمال دالي في التأثير على الحركة النسوية واللاهوت النسوي، وعلى تطوير مفهوم البيوفيليا بديلًا وتحديًا في وجه النكروفيليا الاجتماعية. كانت من الأخلاقيين النباتيين وناشطة في مجال حقوق الحيوان. أيدت كتبها من جين/أيكولوجي، وشهوة مطلقة، وويبسترز ويكيديري الجديد المجري للغة الإنجليزية المواقفَ المناهضة لتشريح الأحياء وصناعة الملابس من الفرو.
خلقت دالي الأنثروبولوجيا اللاهوتية الخاصة بها، إذ تمحورت حول مضمون ما يعنيه أن تكون امرأة. ابتكرت أسلوب ممارسة فكرية (براكسس) قسّمت من خلاله العالم إلى عالم التصورات الخاطئة التي تخلق الاضطهاد وعالم التشاركية في الوجود الحقيقي. صنّفت هذين العالمين في المقدمة والخلفية على التوالي. اعتبرت دالي أن المقدمة عالم الأبوية، ومثّلت الخلفيّة بعالم المرأة. ناقشت فكرة وجود الخلفية خلف التصورات الخاطئة التابعة للمقدمة وأسفلها. كانت المقدمة في نظر دالي، تشويهًا للوجود الحقيقي، وتمثّلت في المجتمع الأبوي الذي عاش فيه معظم الناس على حد تعبيرها. لا تمتلك المقدمة طاقة حقيقية، ولكنها تستنزف «طاقة الحياة» من النساء اللائي يعشن في الخلفية. تخلق المقدمة في رأيها عالمًا من السموم التي تلوث الحياة الطبيعية. وأطلقت لقب النكروفيلي الكاره لجميع الكائنات الحية على المقدمة بما تضمنته من عالمٍ متمحورٍ حول الذكور. في المقابل، تصورت الخلفية على هيئة مكان تتواصل فيه جميع الكائنات الحية.

## التعليم
تعلمت في الجامعة الكاثوليكية الأمريكية، وCollege of Saint Rose ‏، وجامعة فريبورغ، وSaint Mary's College (Indiana) ‏.

## روابط خارجية
- ماري دالي على موقع الموسوعة البريطانية (الإنجليزية)